# Villeneuve-sur-Yonne
Villeneuve-sur-Yonne – miejscowość i gmina we Francji, w regionie Burgundia-Franche-Comté, w departamencie Yonne.
Według danych na rok 1990 gminę zamieszkiwały 5054 osoby, a gęstość zaludnienia wynosiła 126 osób/km² (wśród 2044 gmin Burgundii Villeneuve-sur-Yonne plasuje się na 46. miejscu pod względem liczby ludności, natomiast pod względem powierzchni na miejscu 74.).

## Zabytki
W mieście znajduje się kilka zabytków wpisanych we francuski rejestr zabytków narodowych:
- Donżon z czasów panowania króla Filipa II Augusta, zbudowany w latach 1205-1212.
- Kościół pw. Wniebowzięcia NMP, budowany między XII a XVI wiekiem, budowla na planie gotyckim z elementami renesansowymi.
- Gotycka brama obronna z XIII wieku, zwana Bramą de Sens.
- Gotycka brama obronna z XIII wieku, zwana Bramą de Joigny. Obie bramy powstały za czasów panowania Ludwika VII.
- Most św. Mikołaja z XII wieku.
- Gotycka Wieża Bonneville, przebudowana w XIX w.